# Beautiful life/GAME
『Beautiful life／GAME』（ビューティフルライフ／ゲーム）は、福山雅治29枚目のシングル。2012年10月10日発売。制作はユニバーサルJ、発売・販売元はユニバーサルミュージック。

## 解説
前作「生きてる生きてく」からおよそ半年ぶりのシングル。当初は9月26日発売と発表されていたが、DVD製作の都合により発売日が10月10日に延期となった。発売延期に際し、お詫びとして「Beautiful life (Sing with the piano ver.)」を追加収録した。
発売タイプは、初回限定「Beautiful life」Music Clip DVD付盤、初回限定「GAME」Music Clip DVD付盤、通常盤の3タイプでの発売。前作に続き、すべてのタイプでディスクジャケットが異なる仕様になっている。
シングル発売を記念してレコチョクのユーザー投票による“福山雅治 名曲ランキング”が発表された。

## 収録曲

### CD
1. Beautiful life
（作詞・作曲：福山雅治 / 編曲：福山雅治、井上鑑）
P&Gマックスファクター「SK-II」CMソング。
タイアップ先のコンセプト「日本の女性は美しい」というテーマに基づいて、日本人女性特有のあらゆる事を受け入れられる内面的な美しさについて歌っている。
使用ギターはマーチン・OOO-42 '41。
『第63回NHK紅白歌合戦』でパシフィコ横浜 展示ホールから生中継で出場し「Beautiful life」を披露した[11]。
2. GAME
（作詞・作曲：福山雅治 / 編曲：福山雅治、井上鑑）
テレビ朝日系ロンドンオリンピック（2012年）・ソチオリンピック（2014年）放送テーマソング。当初はフル・サイズが完成しておらず、「GAME TV Ver.」（歌詞はフル・サイズの2番になった）としてテレビ使用された。福山のラジオレギュラー番組で「GAME TV Ver.」が初オンエアされた際には、テレビ・サイズの音源や着うた配信音源とはイントロ・間奏のギターの音色や歌詞などが変更されていた。その後CD化される際には、さらにイントロのギターのワウの音色を弾き直してハカを追加し、間奏のギターのワウの音色も変更した上で再度マスタリング作業を行っている。歌詞については、オリンピックだけに合わせた内容にすると通年で聴く事が出来なくなるので、自分自身を鼓舞する内容でありつつ人生についても言及する様な詞を書いたという。
使用ギターはポール・リード・スミス プライベート・ストック #2838（カスタム24）。
また、2014年から開催されている男性限定ライブ「野郎夜」のテーマ曲として毎年演奏されている。
3. Girl 2012
（作詞・作曲：福山雅治 / 編曲：福山雅治、井上鑑）
1992年に発売された4thアルバム『BOOTS』収録の「Girl」をリメイクした。原曲のイメージを壊さない様に心がけつつ、作った当時からやりたかったというビートルズ風のアレンジになっている。
2011年の年末ライヴ『福山☆冬の大感謝祭 其の十一』で演奏する予定であったが、最終的にはセットリストから漏れてしまったので今回新たにアレンジをして音源化したという。『福山☆冬の大感謝祭 其の十二』で演奏された。
4. Beautiful life (Sing with the piano ver.)
（作詞・作曲・編曲：福山雅治）
福山が出演した「SK-II 美肌ジャパン」WEBミュージックビデオ第2弾に起用された曲で、2012年8月28日に60秒ver.のCMがフジテレビ21時台に1回限りオンエアされた。福山本人のピアノ弾き語りバージョン。フル・サイズ音源と一部歌詞が異なっている。
5. Beautiful life (Original Karaoke)
6. GAME (Original Karaoke)
7. Girl 2012 (Original Karaoke)

### DVD

#### 初回限定 「Beautiful life」Music Clip DVD付 盤
1. Beautiful life (Music Clip)
監督は小松真弓。北海道紋別市のコムケ湖で、幻想的な風景を撮る為に夜と朝の境目（ブルーアワー）を狙い「SK-II」のCMと合わせて撮影が行われた。
2. Beautiful life (A Cappella CM)
ア・カペラバージョン。「SK-II 美肌ジャパン」WEBミュージックビデオ第1弾で公開されていた映像と2012年5月22日に60秒ver.のCMがフジテレビ21時台に1回限りオンエアされた映像の2種類あるが、収録されているのはテレビCMでオンエアされた映像である。フル・サイズ音源と一部歌詞が異なっている。

#### 初回限定 「GAME」Music Clip DVD付 盤
1. GAME (Music Clip)
監督は永石勝。福山初となる男子限定のライヴ形式で撮影された。収録時、福山が客席に飛び込んだ際に股間を揉まれるというアクシデントがあり映像にも映り込んでいたが、CG処理で消されているという。
2. Beautiful life (A Cappella CM)

## ミュージシャン
| Beautiful life - Vocal & Guitar:FUKUYAMA MASAHARU - Keyboards:INOUE AKIRA - Drums:YAMAKI HIDEO - Strings:KINBARA CHIEKO STRINGS - Horn:FUJITA OTOHIKO / HAGIWARA KENSHO - Chorus:ITO ERI GAME - Vocal & Guitar:FUKUYAMA MASAHARU - Keyboards:INOUE AKIRA - Drums:TSURUYA TOMO'O - Bass:TAKAMIZU KENJI - Percussion:MATARO - Haka:MIKE DUNN / OKAZAWA AKIRA | Girl 2012 - Vocal & Guitar:FUKUYAMA MASAHARU - Keyboards:INOUE AKIRA - Drums:YAMAKI HIDEO - Bass:TAKAMIZU KENJI Beautiful life (Sing with the piano ver.) - Piano:FUKUYAMA MASAHARU |